# Pierre De Weirdt
Pierre De Weirdt (Zelzate, 24 januari 1954) was een Belgisch politicus voor de SP. 

## Levensloop
Hij werd beroepshalve boekhouder en was econoom bij het OCMW van Zelzate.
De Weirdt was voor de SP kandidaat bij de wetgevende verkiezingen van 1981, als derde op de Kamer-kieslijst, maar werd niet verkozen. Hij werd verkozen tot lid van de Kamer van volksvertegenwoordigers voor het kiesarrondissement Gent-Eeklo in oktober 1985 en zetelde tot december 1987. In de periode december 1985-december 1987 had hij als gevolg van het toen bestaande dubbelmandaat ook zitting in de Vlaamse Raad. 
Hij was vervolgens kabinetsmedewerker bij Norbert De Batselier. Hij was ook gemeenteraadslid in Zelzate, maar kreeg juridische problemen in verband met onregelmatigheden bij een beheer van bejaardentehuis uitgebaat door het Zelzaatse OCMW en verliet hierdoor de politiek.